# 清水灣郊野公園

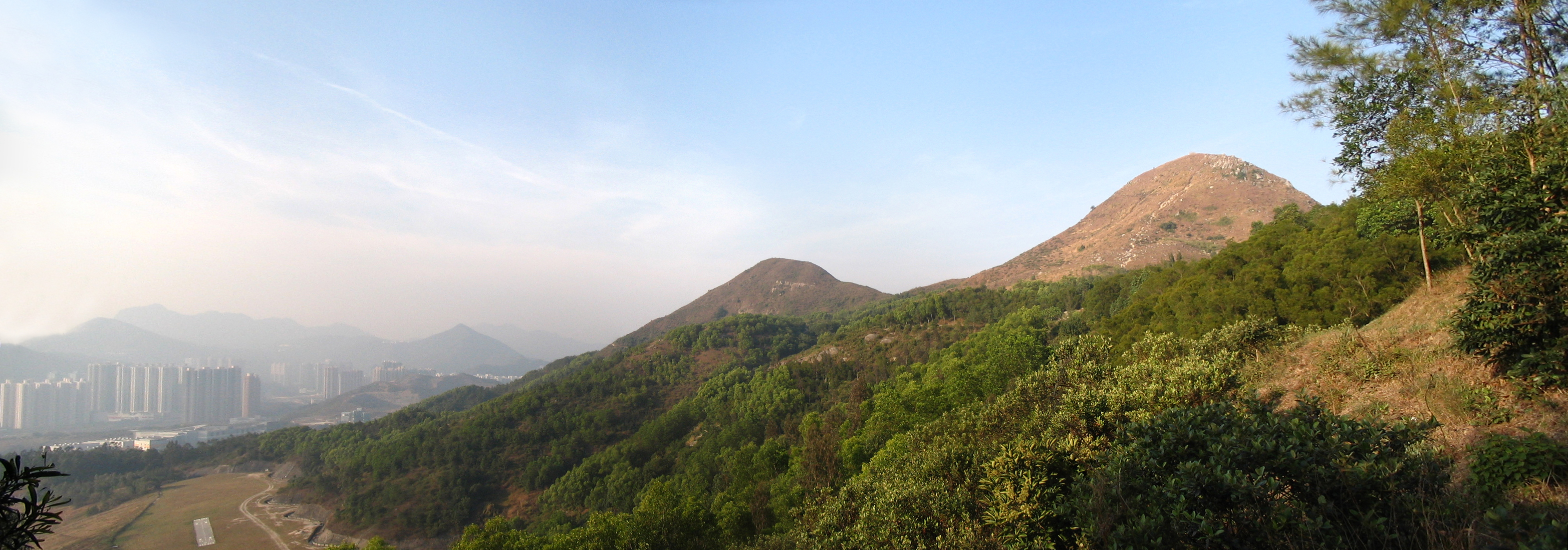
釣魚翁郊遊徑中段可見到的廟仔墩和釣魚翁，背景為將軍澳新市鎮，右下角可見已修復的將軍澳第二∕三期堆填區

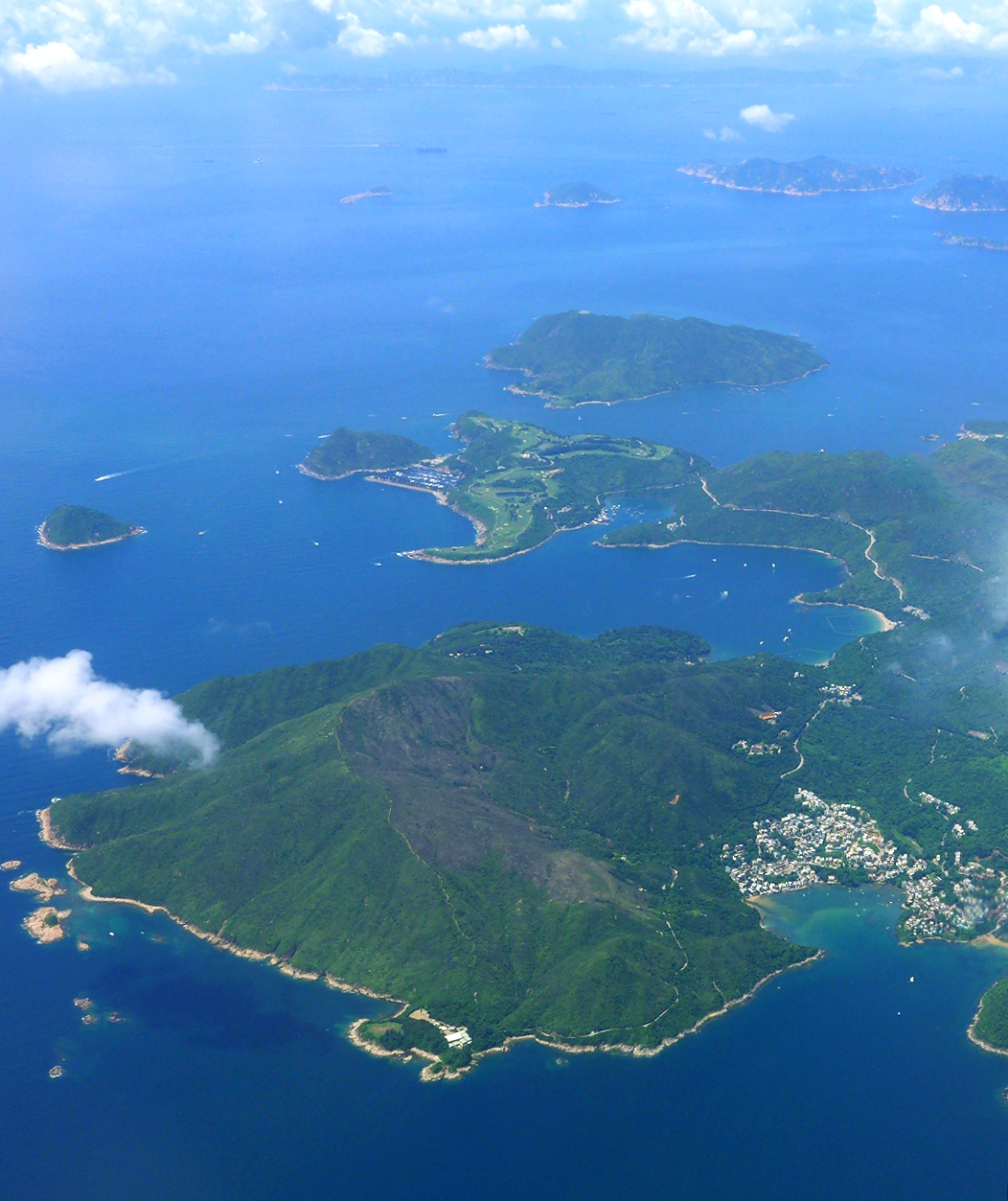
清水灣郊野公園全貌，下方為大坑口

清水灣郊野公園（英語：Clear Water Bay Country Park）（劃定於1979年9月21日）是香港的一個郊野公園，位於新界東南部的西貢區，佔地達約615公頃。公園範圍為清水灣半島一帶，鄰近將軍澳新市鎮及新界東南堆填區，並毗鄰西貢郊野公園及馬鞍山郊野公園。清水灣郊野公園的主要行山徑為釣魚翁郊遊徑和龍蝦灣郊遊徑。釣魚翁郊遊徑沿途景觀開揚，東面可見西貢區牛尾海至清水灣一帶的優美風景，西面則為將軍澳的市區景色，兩者形成強烈的對比。

## 堆填區蠶蝕

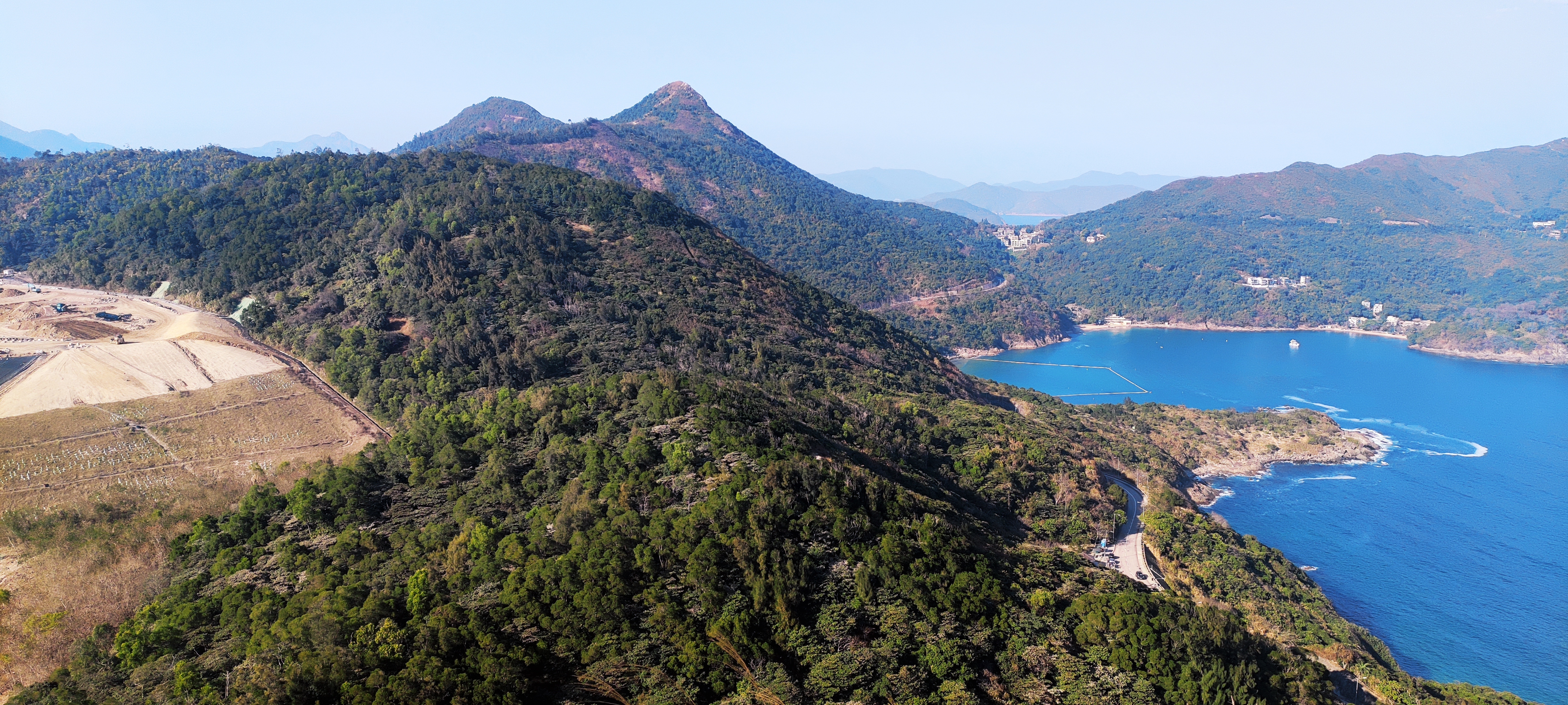
可見郊野公園被堆填區蠶蝕

清水灣郊野公園在劃定至今不斷受到垃圾堆填區所蠶蝕。早於1993年，香港政府「暫借」了公園約18公頃土地予新界東南堆填區。2005年，政府再以本港3個垃圾堆填區於2010年飽和為由，計劃在清水灣郊野公園內田下坳以西割出5公頃土地，供日後新界東堆填區擴展之用，以提供1700萬立方米的容量，使堆填區的可用年期延長6年，長遠更可交還漁護署作郊野公園擴展用途。
方案公佈後惹來各方面反對，六個環保團體，包括長春社、西貢之友、綠色力量、香港觀鳥會、世界自然基金會及綠色大嶼山協會聯署發表聲明，認為在郊野公園內的任何部分都應該是受保護地帶，要求政府將來任何的發展，均應貫徹「無淨損失」原則，以保證郊野公園的長遠完整性；將軍澳居民及地區人士亦群起反對，西貢區議會全體議員皆表示反對有關計劃；港鐵公司亦為了旗下樓盤、距離堆填區僅一公里的日出康城而表示反對擴建堆填區。
此外，根據香港地貌岩石保育協會在2009年初在郊野公園範圍內的田下坳西側山丘考察，發現源自火山初始強烈爆發的角礫岩岩層區，推斷該區為古代火山噴發口遺跡。該會翻查土木工程拓展署的地質地圖，香港只有兩個火山噴發口遺跡。除清水灣鄉村俱樂部一帶之外，另一個就是田下坳，故此十分罕見。該會呼籲政府應盡量避免為擴建堆填區而犧牲郊野公園及地質遺跡。。
2008年11月14日，漁農自然護理署刊憲，將田下坳以西一幅5公頃的土地從公園中剔除，以供堆填區擴展之用。在公眾諮詢期內，該署收到3,105份反對意見書，但是郊野公園及海岸公園委員會仍然在2009年3月底通過修訂後的清水灣郊野公園地圖。及後有將軍澳居民認為署方沒有清楚考慮反對聲音，又指署方的職能是發展及保護郊野公園，割地屬越權，故向高等法院申請司法覆核，挑戰署方割地的決定。不過高院以縮減或擴大郊野公園面積與是否保護郊野不相關為由駁回司法覆核申請。2009年5月25日，漁護署宣佈否決所有反對意見。
其後，漁護署建議在區內另覓地點，補償清水灣郊野公園所損失的土地。署方提出的補償地點包括「琵琶山」及就近的小赤沙，面積合共約90公頃。「琵琶山」是壁屋監獄、香港科技大學與寶林邨之間的山丘（應該是筆誤，該處事實上是鷓鴣山），面積約70公頃，從山頂向東遠眺，西貢景色一覽無遺，景觀價值相當高。另一選址是現時清水灣郊野公園旁的小赤沙，植被以人工植林品種為主，生態價值較低。
2010年10月，立法會通過廢除修訂郊野公園範圍的命令。環境局數日後宣布把郊野公園改劃為堆填區的命令，押後14個月，延至2012年1月實施。2011年1月4日，政務司司長唐英年表示，政府決定不會徵用清水灣郊野公園5公頃土地擴建堆填區，不會提出司法覆核。

## 站外連結
- 漁農自然護理署 清水灣 （页面存档备份，存于）